# Ringwood (Hampshire)
Ringwood ist eine Market Town (Marktflecken oder Minderstadt) und größerer civil parish mit etwa 14.200 Einwohnern im Bezirk New Forest in der Grafschaft Hampshire im Süden Englands am Avon.
Zum Ort gehören die Weiler Poulner, Hangersley, Hightown, Crow, Kingston und Bisterne.

## Lage
Ringwood liegt etwa 160 Kilometer (Fahrtstrecke) südwestlich von London am westlichen Rand des ehemaligen königlichen Jagdreviers und heutigen New-Forest-Nationalparks. Sie befindet sich inmitten eines gedachten Dreiecks zwischen den Städten Southampton, Salisbury und Bournemouth. Durch die Gemeinde führt die A31 road von Dorchester nach Southampton. Die A338 road führt von Bournemouth durch Ringwood nach Salisbury.

## Geschichte
Bereits 961 wurde der Ort als Rimecuda in einer Urkunde von König Edgar erwähnt.
Im Domesday Book von 1085/1086 wird der Ort als Rincvede erwähnt.
Die Herrschaft von Ringwood hatte um 1100 Rechte über das umgebene Land.
1685 wurde hier James Scott, 1. Duke of Monmouth, festgenommen, der Anspruch auf den englischen Thron erhob und deswegen des Hochverrats angeklagt wurde.
In Ringwood befindet sich in Somerley House der Familiensitz des Earl of Normanton.

## Wirtschaft
Der Flecken hielt seit dem Mittelalter Märkte ab. Bis 1989 bestand ein Viehmarkt.
In Ringwood bestanden seit dem frühen 19. Jahrhundert Brauereien. Die heutige Brauerei (Ringwood Brewery) produziert seit 1978 Ale im Fass. Seit 2007 gehört diese Brauerei zum Marston’s-Konzern, der teilweise von Carlsberg übernommen wurde.

## Sehenswürdigkeiten
- Die Peter-und-Paulskirche
- Steinbrücke über den Avon

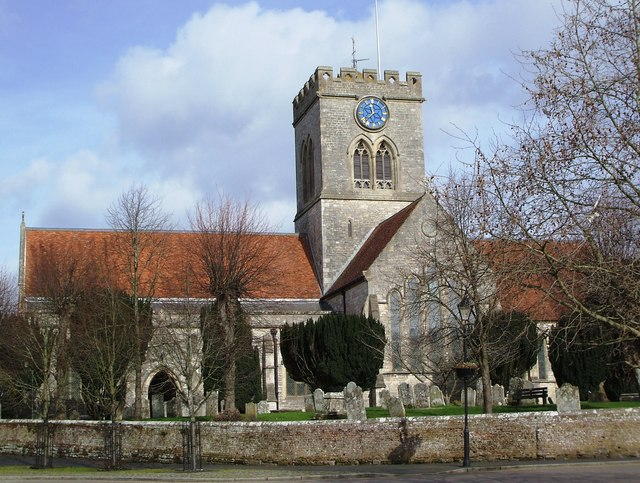
Peter-und-Paulskirche
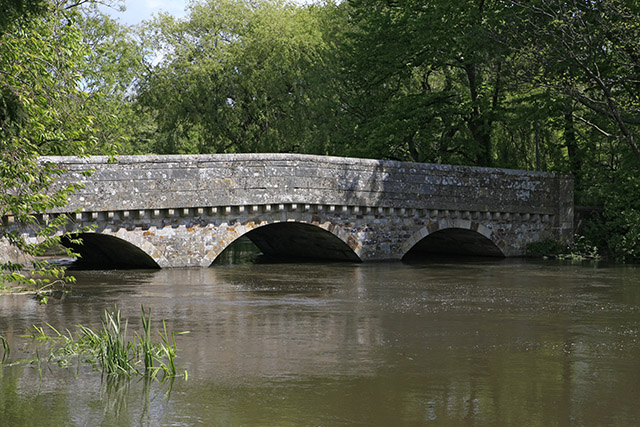
Steinbrücke

## Persönlichkeiten
- Maxwell Armfield (1881–1972), Maler
- Alec Ogilvie (1882–1962), Flugpionier, hier gestorben
- Cyril Mackworth-Praed (1891–1974), Sportschütze und Biologe, hier gestorben
- Ronald Binge (1910–1979), Komponist
- Philip Ziegler (* 1929), Diplomat und Historiker
- Julia Lockwood (1941–2019), Schauspielerin

## Trivia
In der Nähe des Weilers Poulner befindet sich ein ehemaliges Areal der Royal Air Force (Royal Air Force Station Ibsley), das zwischenzeitlich (1951–1955) als Rennstrecke der Formel 2 genutzt wurde. Heute ist die Fläche in einen künstlichen See umgewandelt worden.